# Ciekotka (dopływ Kamieńczyka)
Ciekotka (niem. Kasperloch Floss, Faules Floss) – potok w Sudetach w zachodniej części Karkonoszy, prawy dopływ Kamieńczyka. Źródła na północno-zachodnich zboczach Szrenicy, na północ od Hali Szrenickiej. Płynie na północ. Uchodzi do Kamieńczyka poniżej wodospadu.
Płynie po granicie i jego zwietrzelinie. Cały obszar zlewni Ciekotki porośnięty jest górnoreglowymi lasami świerkowymi, przy czym część z nich została w ostatnich latach zniszczona i wyrąbana.
Prawie cały czas płynie w obrębie Karkonoskiego Parku Narodowego, którego granice przekracza powyżej ujścia do Kamieńczyka.